# Crutch Peaks
Die Crutch Peaks (englisch für Krückenspitzen) sind bis zu 275 m hohe Berge aus dunklem Gestein auf Greenwich Island im Archipel der Südlichen Shetlandinseln. In den Dryanovo Heights ragen sie 2,5 km östlich des Greaves Peak und 4 km östlich der nordwestlichen Spitze der Insel auf.
Wissenschaftler der britischen Discovery Investigations gaben einem der Berge nach Vermessungen zwischen 1934 und 1935 den Namen Crutch Peak. Später zeigten Luftaufnahmen, dass es sich um eine Gruppe aus zwei Zwillingsgipfeln und eine Reihe niedriger Erhebungen handelt.